# دنفيق
قرية دنفيق هي إحدى القرى التابعة لمركز نقادة في محافظة قنا في جمهورية مصر العربية. حسب إحصاءات سنة 2006، بلغ إجمالي السكان في دنفيق 17638 نسمة، منهم 8521 رجل و9117 امرأة.